# Municipio de Tejutla (kommun)
Municipio de Tejutla är en kommun i Guatemala.   Den ligger i departementet Departamento de San Marcos, i den västra delen av landet, 150 km väster om huvudstaden Guatemala City.